# Pour un instant
Single de Harmonium
Dixie / En pleine face
Pistes de Harmonium
Attends-moi De la chambre au salon
Pour un instant est une chanson du groupe de folk rock québécois Harmonium.

## Historique
Elle a été composée par Serge Fiori et Michel Normandeau sur des paroles de ce dernier. Publiée en 1974 sur le premier album du groupe éponyme et sur un 45 tours, cette chanson est le premier succès commercial d'Harmonium. La face B, 100 000 raisons, n'apparaissait pas sur l'album originel mais y est rajoutée lorsque celui-ci a été réédité sur CD en 1992.

## Réception
D'après le chercheur Michel Gignac, la chanson a atteint la 33e position le 13 avril 1974 et est restée dans le palmarès québécois pour trois semaines.
Elle est classée à la 67e place dans la liste des 100 meilleurs singles canadiens du journaliste Bob Mersereau, à la troisième place des chansons francophones derrière Lindberg (Robert Charlebois) et Montréal -40°C (Malajube).
Elle sera incluse dans la liste de lecture de 49 chansons, choisies par les auditeurs de la CBC Radio 2 et offerte à Barack Obama, nouvellement élu à la présidence américaine, pour lui permettre de comprendre le Canada.

## Éléments de référence au nationalisme québécois
La chanson contiendrait des références au nationalisme et au souverainisme québécois (« Des inconnus vivent en roi chez moi. Moi qui avait accepté leurs lois. »). D'après le mémoire de maîtrise de Guillaume Lessard sur cette question, « il est indéniable que l’on  retrouve plusieurs références  au néonationalisme  et au souverainisme  dans l’œuvre d’Harmonium. [...] Toutefois, d'après nous, les  allusions  au  souverainisme  dans  l’œuvre d’Harmonium n’expliquent pas à elles seules le néonationalisme attribué au groupe. [...] En public, Harmonium adopte  systématiquement un  apolitisme qui  devrait, à  tout  le moins, semer le doute sur son soutien au néonationalisme, au souverainisme et au PQ dans l’esprit des critiques et du public ».

## Pour un instant XLV
Le 6 décembre 2019 est sortie une réédition du premier album intitulée Harmonium XLV, pour commémorer le 45e anniversaire de sa sortie. L'album est majoritairement un remixage des bandes d'origine. On remplace Pour un instant par une version alternative, mise de côté à l'époque, sur laquelle on entend de l'harmonica joué par Michel Normandeau. La face B du 45 tours, 100 000 raisons, est aussi exclue de la réédition.

## Reprise
En 1997, cette chanson est reprise par Lawrence Gowan sur son disque live Gowan au Québec. Catherine Durand la reprend à son tour, accompagnée de Mara Tremblay au violon, pour l'album hommage Fiori - Un musicien parmi tant d'autres publié en 2006.
En 2025, cette chanson est reprise par Céline Dion sur Instagram pour un hommage à Serge Fiori.